# نواف بن عبدالعزیز آل سعود
نواف بن عبدالعزیز بیست و دومین فرزند ملک عبدالعزیز از یکی از همسرانش به نام مُنَیِّر ام‌طلال است. وی که برادر تنی طلال بن عبدالعزیز بود، مدتی وزارت دارایی عربستان و چندی بعد ریاست استخبارات عمومی عربستان را بر عهده داشت.